# Arthur Hugh Jay Snelling
Arthur Hugh Jay Snelling, britanski general, * 30. september 1897, † 30. december 1965.